# Haïl (province)
Pour les articles homonymes, voir Haïl (homonymie).
La province de Haïl (en arabe : منطقة حائل Munṭaqat Ḥa'īl) est une province d'Arabie saoudite, enclavée au nord du pays. 
La ville de Haïl, capitale de la province, a été celle de l'émirat du Djebel Chammar, indépendant jusqu'à son annexion en 1921 par Ibn Saoud, sultan du Nejed et futur roi d'Arabie saoudite.

## Organisation
Quatre gouvernorats composent la province  :
| Dénomination | Population |
| ------------ | ---------- |
| Baqaa        | 38.778     |
| Al-Ghazala   | 94.670     |
| Haïl         | 356.876    |
| Ach-Chinane  | 36.709     |

Les agglomérations secondaires sont : 
- route n, ouest et nord ouest : Jubbah, vers Sakaka (Al Jawf),
- route 70, sud ouest : Mawqaq, Ghazzalah, Hulayfah, Zarghat, vers Al-'Ula (Tabuk),
- route 65, est et sud-est : Al Jubb, Fayd, Tabah, As Sab'ân, As Safra, Samirah, Al Uzaym, Al Makhul, vers Buraydah (Qasim),
- route 70, nord-est : Al Luwaymi, Al Mayyâh, Al Ghumayysah, Turabah... vers Rafha (Al-Hudud ach Charqiyah),
- route n, sud : Ghazzalah, Hulaylah, vers Médine,

La région est d'abord un lieu de passage pour les pèlerins venant d'Irak ou de Syrie.
La province produit des légumes, des fruits, des céréales (blé, orge).
Depuis le 23 avril 2017, le gouverneur est Abdulaziz ibn Saad ibn Abdul-Aziz Al Saud, qui remplace l'ancien gouverneur (de 1999 à 2017), le prince Saoud ben Abdelmouhsin ben Abdelaziz Al Saoud (en), qui a lui-même succédé à son frère Michaal (en), gouverneur de 1980 à 1999.

## Centres d'intérêt historique
Plusieurs sites historiques, palais, forteresses, dont certains de l'époque de la domination ottomane,
- l'ancien Thammadi,
- la route de Zubaida,
- les anciens puits et étangs,
- l'ancienne cité de Jubbah, à 70-80 km au nord ouest, par la route 65.